# Slavko Barbarić
Slavko Barbarić (Čitluk, 11 de março de 1946 – Međugorje, 24 de novembro de 2000) foi um frade franciscano e sacerdote católico bósnio, conhecido por ser um incentivador das alegadas aparições da Virgem Maria em Međugorje, no Sul da Bósnia e Herzegovina.

## Biografia

### Primeiros anos
Slavko Barbarić nasceu no lugar de Dragićina, perto de Čitluk, no dia 11 de março de 1946. Era o quarto dos seis filhos do casal Mark e Lucia Barbarić. Frequentou a escola primária em Čerin e o ginásio em Dubrovnik (1961-1965). Entrou no noviciado da província franciscana da Herzegovina em 14 de julho de 1965, e em 1966 ingressou na faculdade de teologia e filosofia de Visoko. Continuou a sua educação em Sarajevo e terminou-a em Schwaz, na Áustria.
Slavko Barbarić fez os seus votos religiosos em La Verna, na Itália, em 17 de setembro de 1971 e foi ordenado sacerdote em Reutte, na Áustria, em 19 de dezembro de 1971. Enquanto estudava psicologia pastoral na Itália, interessou-se pelo Renovamento Carismático Católico. Como membro da comunidade franciscana em Fronleiten, na Áustria, liderou atividades pastorais lá e estudou na Faculdade de Teologia de Graz, onde recebeu o título de mestre em teologia pastoral em 1973. Foi nomeado capelão pela primeira vez em Čapljina em 22 de setembro de 1973, onde permaneceu até 1978, quando foi estudar em Friburgo, na Alemanha. Lá, em 1982, obteve o doutorado em pedagogia religiosa e o título de "psicoterapeuta".

### Serviço na igreja

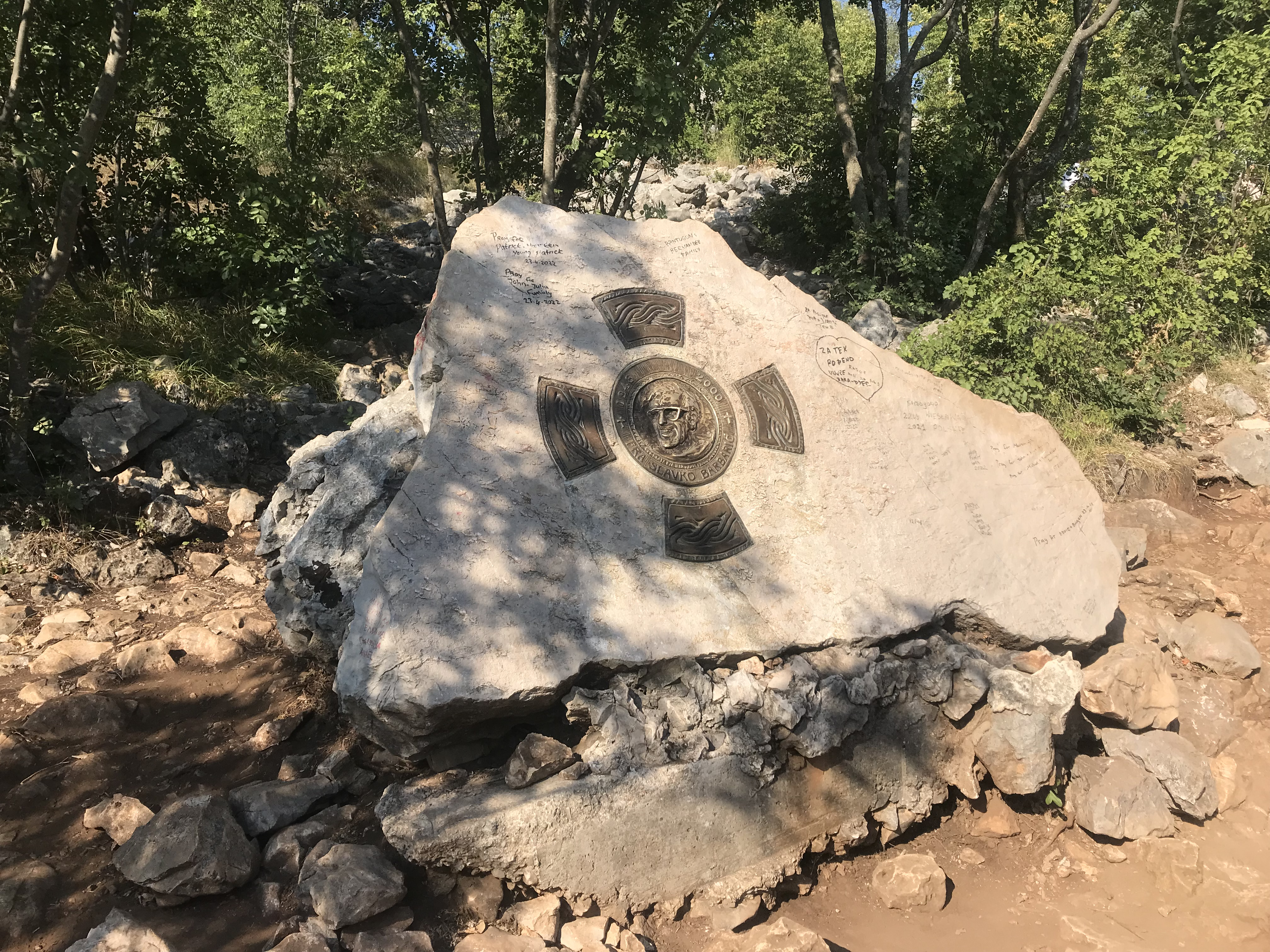
Uma placa memorial no local da morte do padre Slavko Barbarić no Monte Križevac

De 1981 a 1984, serviu como capelão em Mostar, mas esteve principalmente em Međugorje após as alegadas aparições da Virgem Maria, em junho de 1981. A sua principal tarefa era a educação religiosa da juventude. Ele frequentemente organizava peregrinações com estudantes a Međugorje, conduzia seminários de oração para freiras em Bila Pol perto de Mostar, adoração eucarística, adoração da Cruz, rezando o rosário no Monte Podbrdo e Via Sacra no Monte Križevac, reuniões anuais para padres e jovens, seminários sobre jejum e orações na casa "Domus Pachis".
As autoridades comunistas perseguiram Barbarić. Ele foi protegido da perseguição pelo cardeal Franjo Kuharić. Posteriormente, Barbarić foi nomeado capelão em Međugorje, substituindo Tomislav Vlašić como mentor espiritual das testemunhas das aparições da Santa Mãe de Deus e continuando a manter as crônicas das aparições. O bispo Pavao Žanić não sabia das atividades de Barbarić em Međugorje, aprovando esta nomeação em 16 de agosto de 1984. Barbarić permaneceu em Međugorje até 1985, quando foi transferido para a aldeia de Blagaj, perto de Mostar. No entanto, continuou as suas atividades em Međugorje, contrariando a ordem do bispo, promovendo o culto de Nossa Senhora de Međugorje e viajando pelo mundo com testemunhas oculares de aparições.
Em 1988, foi transferido para Humac, perto da cidade de Ljubuški, mas em 1991 mudou-se novamente ilegalmente para Međugorje, onde permaneceu até sua morte sem o necessário decreto do bispo. Depois da guerra, Barbarić fundou e dirigiu o instituto de educação e cuidado "Aldeia da Mãe", onde vivem órfãos que perderam os pais na guerra, crianças de famílias inferiores, idosos que ficaram sem supervisão, crianças doentes. A formação psicoterapêutica permitiu-lhe trabalhar com toxicodependentes nas comunidades de "Cenacolo" e "Campo della Vita". A ajuda de caridade foi recebida de todo o mundo e Slavko Barbarić concentrou-se em duas áreas: "Fundo para filhos de soldados mortos na guerra" e "Fundo para talentos" (ajuda para estudantes).
Em 1999, o bispo Ratko Perić descobriu que Barbarić estava agindo em Međugorje sem decreto pastoral e suspendeu sua jurisdição confessional em 20 de fevereiro de 2000. Barbarić pediu ao bispo que reconsiderasse, mas o bispo confirmou sua decisão anterior. Ele novamente queixou-se à Santa Sé sobre isso. O bispo insistiu que Barbarić assinasse uma declaração de obediência e deixasse Međugorje. Ele assinou a declaração em 20 de junho de 2000, mas ainda permaneceu em Međugorje. O bispo suspendeu novamente a sua jurisdição confessional em 30 de outubro de 2000.
Slavko Barbarić morreu no Monte Križevac em 24 de novembro de 2000, onde uma placa comemorativa foi instalada. Está sepultado no cemitério local em Kovačica, Međugorje. No dia seguinte à sua morte, 25 de novembro de 2000, em mensagem, a Mãe de Deus alegadamente terá dito:
| “ | Alegro-me convosco e quero dizer-vos que o vosso irmão Slavko nasceu no Céu e intercede por vós. | ” |
|   | — Trecho da mensagem de Nossa Senhora em Međugorje, 25 de novembro de 2000.                      |   |

## Legado

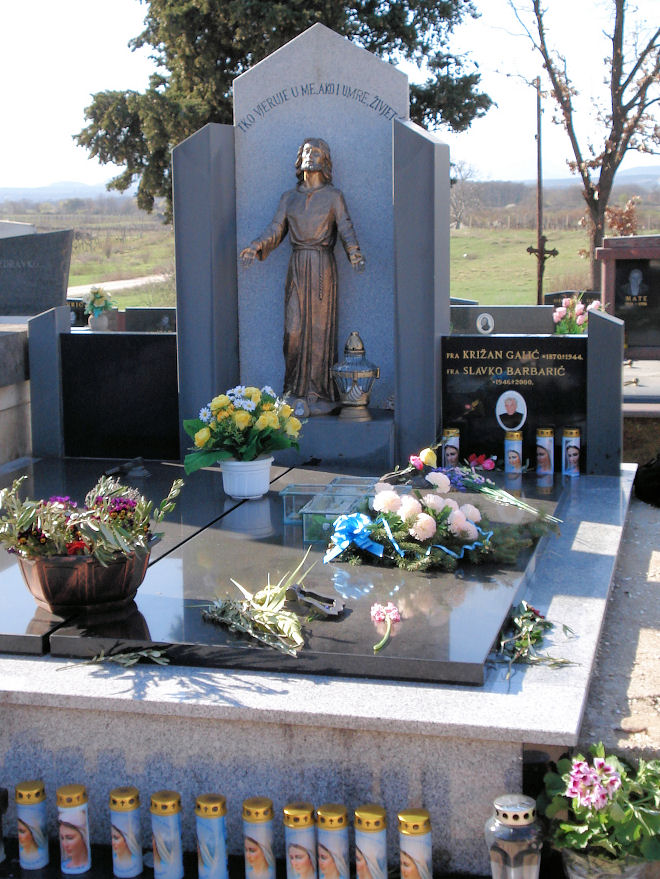
O túmulo do padre Slavko Barbarić em Međugorje

Desde o início de seu serviço em Međugorje, Barbarić começou a escrever livros: "Dá-me o teu coração ferido - O sacramento do perdão: Como? Porquê?", "Rezai com o coração - Manual de Oração de Medjugorje", "O Jejum", "A Via-Sacra - Com Jesus e Maria do Calvário à Ressurreição", "Celebrai a Missa com o coração", entre outros títulos. Os livros de Slavko Barbarić foram traduzidos para vinte idiomas e publicados em mais de 20 milhões de cópias em todo o mundo. Além desses livros, publicou artigos em diversas regiões. Editou o boletim informativo de St. Franciska em Čapljina, cooperou com as rádios "Voz da Paz" e "Mir" em Medjugorje.